# 申眞諝
申 眞諝（シン・ジンソ、신진서、2000年3月17日 - ）は、韓国の囲碁棋士。釜山出身、韓鐘振九段門下、韓国棋院所属、九段。Let's Run PARK杯オープントーナメント優勝、GSカルテックス杯プロ棋戦5連覇、LG杯世界棋王戦優勝など。コンピュータ囲碁（囲碁AI）との一致率の高さから「申工智能（人工知能）」と呼ばれる。

## 経歴
家が囲碁教室を運営していたことから、5歳の時に囲碁を覚えた。その後ネット碁で打ち始め、8歳頃にはタイゼム８〜9段となり、2010年に大韓生命杯世界子供国手戦で優勝。2012年にソウルに移り沖岩囲碁道場に入り、この年に韓国棋院の新制度である英才入段大会で初段となる
2013年バッカス杯天元戦ベスト8進出、陜川郡英才囲碁大会で優勝し、英才頂上対決では李昌鎬に勝利、二段。囲碁リーグ予選で5連勝をおさめる。2014年英才大会2連覇、グロービス杯世界囲碁U-20ベスト8、百霊愛透杯世界囲碁オープン戦出場、利民杯世界囲碁星鋭最強戦でベスト4進出、国手戦ベスト8、囲碁大賞新鋭棋士賞受賞。この年52勝28敗。
2015年英才大会3連覇、メジオン杯オープン新人王戦優勝、三段昇段、Let's Run PARK杯に優勝し五段昇段。中国乙級リーグで5勝2敗の成績をおさめた。2015年成績は59勝22敗1分け。2016年六段、LG杯、百霊愛透杯でベスト4進出。 
2017年七段。同年グロービス杯に優勝し、八段昇段。2018年GSカルテックス杯プロ棋戦に優勝し九段昇段、天府杯戦準優勝。2019年百霊愛透杯戦準優勝。2020年LG杯優勝、国内棋戦4冠、また朴廷桓との特別七番勝負が企画され7連勝で勝利。2021年は5冠を達成。
韓国囲碁リーグは2013年から出場し、2016年には主将を務める。中国甲級リーグに2014年から出場。韓国囲碁棋士ランキングでは2014年32位、2015年7位、2017年2月に2位、2019年2月に1位、2020年1月から2023年6月まで42ヶ月連続1位。『囲碁発陽論』で主に勉強している。
2020年にはコロナ19被害復旧寄付金1000万ウォンと、韓国棋院研究生奨学金500万ウォン、疎外階層子供たちのために100万ウォン、南海郡に郷土奨学金2000万ウォンと研究生奨学金500万ウォンを寄付。2021年には棋士育成奨学金に500万ウォンを寄付した。

### タイトル歴
国際棋戦
- 南昌紅谷浜世界精英戦 2016年
- グロービス杯世界囲碁U-20 2017年
- テレビ囲碁アジア選手権戦 2019年
- LG杯世界棋王戦 2020年、22年、24年
- 春蘭杯世界囲碁選手権戦 2021年
- 三星火災杯世界囲碁マスターズ 2022年
- 国手山脈杯世界プロ最強戦 2022年
- 応氏杯 第9回
- 衢州爛柯杯 第2回
- 南洋杯　2024–25

国内棋戦
- 陜川郡招待河燦錫国手杯英才囲碁大会 2013-15年
- メジオン杯オープン新人王戦 2015年
- Let's Run PARK杯オープントーナメント 2015年
- GSカルテックス杯プロ棋戦 2018、19、20、21、22年
- JTBCチャレンジマッチ 2018年（第6回）
- マキシムコーヒー杯入神連勝最強戦 2019、23年
- KBS杯バドゥク王戦 2019、20、21、23年
- ソパルコサノル最高棋士決定戦 2020、21、22年
- 竜星戦 2020、21、22、23年
- 名人戦 2021年
- YK建機杯 2023年

### 他の棋歴
国際棋戦
- テレビ囲碁アジア選手権戦 2016年準優勝
- 天府杯世界囲碁プロ選手権戦 2018年準優勝
- 百霊愛透杯世界囲碁オープン戦 2019年準優勝、2016年ベスト4
- LG杯世界棋王戦 2016年ベスト4、2022年ベスト4
- 三星火災杯世界囲碁マスターズ 2020年準優勝、2021年準優勝、2018年ベスト8
- 国手山脈杯国際囲棋戦
  - 2017年団体対抗戦 1-1（○富士田明彦、×楊鼎新）
  - 2018年個人戦ベスト8、
  - 2021年世界プロ最強戦 準優勝
- 衢州爛柯杯世界囲碁オープン戦 2023年準優勝
- ワールド碁チャンピオンシップ 2019年ベスト4
- 春蘭杯世界囲碁選手権戦 2022年ベスト4
- 利民杯世界囲碁星鋭最強戦 2014年ベスト4（○柯潔、○李軒豪、×楊鼎新）、2016年準優勝
- グロービス杯世界囲碁U-20 2018年3位、2019年4位
- メジオン杯・同里杯中韓囲碁新鋭対抗戦
  - 2014年 3-0（○許嘉陽、○李欽誠、○謝爾豪）
  - 2015年 3-0（○於之瑩、○廖元赫、○趙晨宇）
- バッカス杯韓・中囲碁未来天元戦 2015年 2-0（○於之瑩、○趙晨宇）
- IMSAエリートマインドゲームズ 2018年男子団体戦優勝、男女ペア戦優勝（崔精とペア）
- 2022アジア大会個人銅メダル
- 農心辛ラーメン杯世界囲碁最強戦
  - 2018年（19回）0-1（×党毅飛）
  - 2020年（21回）0-1（×楊鼎新）
  - 2021年（22回）5-0（○唐韋星、○井山裕太、○楊鼎新、○一力遼、○柯潔）
  - 2022年（23回） 4-0（○羋昱廷、○余正麒、○柯潔、○一力遼）
  - 2023年（24回）1-0（○辜梓豪）
- 武功山阿弥卑斯江西首弥新鋭対抗戦 2018年 2-0（○屠暁宇、○辜梓豪）
- おかげ杯国際新鋭対抗戦 2018年優勝

国内棋戦等
- クラウン・ヘテ杯 準優勝 2018年
- 囲碁TV杯マスターズ 準優勝 2019年
- 竜星戦 準優勝 2019年
- 名人戦 準優勝 2022年
- 牛膝鳳爪韓国棋院選手権戦 2022年4位
- 申眞諝vs朴廷桓囲碁スーパーマッチ 2020年 7-0 朴廷桓
- 陜川郡招待河燦錫国手杯英才囲碁大会英才頂上対決
  - 2013年 1-0 李昌鎬
  - 2014年 0-1 崔哲瀚
  - 2015年 0-1 常昊
- 2021電子ランドライバル対戦 2021年 1-1（×金志錫、○朴廷桓）
- 韓国囲碁リーグ
  - 2013年（ポスコケムテク）4-8
  - 2014年（CJ E&M）8-5
  - 2015年（CJ E&M）
  - 2016年（正官庄皇眞丹）13-1
  - 2017年（正官庄皇眞丹）13-2
  - 2018年（正官庄皇眞丹）11-2（ポストシーズン 3-1）
  - 2019-20年（セルトリオン）16-0（ポストシーズン 6-1）
  - 2020-21年（セントリオン）12-2
  - 2021-22年（セルトリオン）16-0、MVP、最多賞
  - 2022-23年（Kixx）20-2
- ハナ銀行MZ囲碁スーパーマッチ 2023年 3-0（○安成浚、○姜東潤、○朴廷桓）
- 中国囲棋甲級リーグ戦
  - 2014年（山東景芝酒業）2-3
  - 2015年乙級（安徽寧国市政）5-2
  - 2016年（雲南保山永子）7-6
  - 2017年（杭州雲林決破）8-3
  - 2018年（竜元明城杭州）11-2
  - 2019年（蘇泊爾杭州）11-3
  - 2020年（蘇泊爾杭州）11-2
  - 2021年（蘇泊爾杭州）
  - 2021年（蘇泊爾杭州）11-3
  - 2022年（蘇泊爾杭州）7-3

## 注
1. ↑  “日韓中勝ち抜き団体戦・農心杯第3ラウンド直前スペシャル（第2部）―立ちはだかる韓中の壁「つるりん式観る碁のすすめ～こぼれ話」”. 日本棋院. 2024年6月2日閲覧。
2. ↑  文玄 (2021年2月25日). “新浪视点：申真谞表现完美 谁能拦住“申工智能””. sports.sina.com.cn. 2024年6月2日閲覧。
3. ↑  “世界の頂へ、壁は「申工知能」 囲碁勝ち抜き団体戦「農心杯」最終Ｒ：朝日新聞デジタル”. 朝日新聞デジタル (2022年2月21日). 2024年6月2日閲覧。
4. 1 2 3  ハンゲーム2012.7.18
5. 1 2 3  タイゼム2016.7.19
6. ↑  韓国棋院「申眞諝、囲碁夢の木奨学金500万ウォン寄託」